# British Standard Pipe

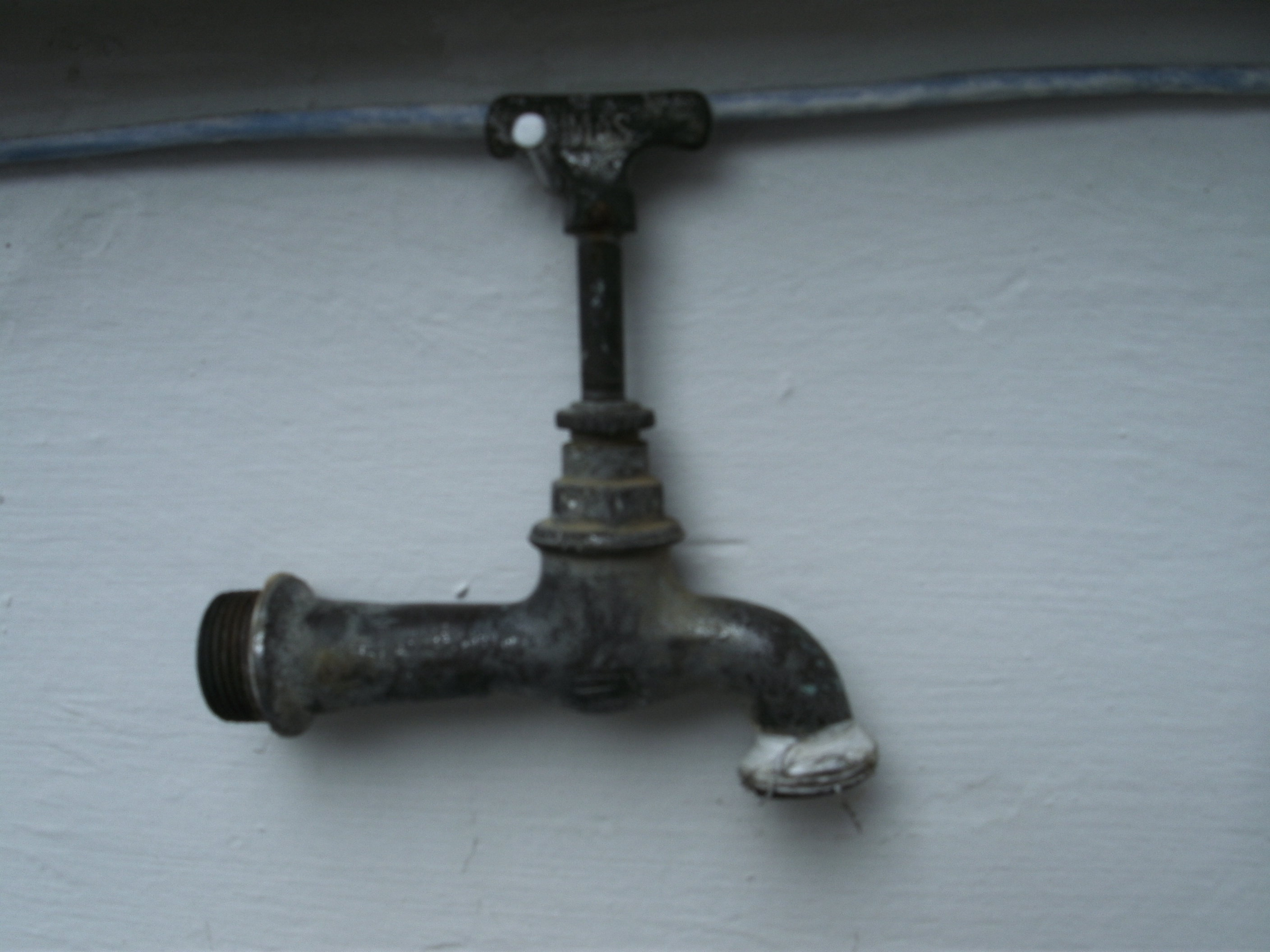
Aixeta amb dues rosques BSP 1/2"(entrada/paret i sortida/mànega)

La norma British Standard Pipe (BSP), rosca BSP o rosca Gas, és una família de normes tècniques per a les rosques de tubs que ha estat adoptat internacionalment per interconnectar i segellar tubs, canonades i accessoris, mitjançant un tub amb rosca externa (mascle) i un altre amb rosca interior (femella). S'ha adoptat com a estàndard internacional en la instal·lació de canonades, a tot el món, excepte als Estats Units, on s'utilitza la rosca NPT

## Tipus

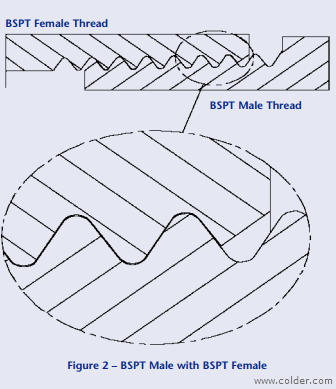
Tub norma BSPT.

### Dos tipus de rosca
- Rosca cilíindrica (paralela), British Standard Pipe Parallel threat (BSPP ; originalment també conegut com a British Standard Pipe Fitting / BSPF i, British Standard Pipe Mechanical thread / BSPM), que tenen un diàmetre constant; denotat per la lletra G.[2]
- Rosca cònica, British Standard Pipe Taper (BSPT), el diàmetre del qual augmenta o disminueix al llarg de la longitud de la rosca; denotada per la lletra R.

### Fil de rosca
El Fil de rosca segueix l'estàndard britànic Whitworth :
- Fil de rosca en V simètrica en què l'angle entre els flancs és de 55 ° (mesurat en un pla axial)
- Un sisè d'aquest V agut és truncat a la part superior i inferior
- El Fil de rosca s'arrodoneix igualment a les crestes i a les arrels mitjançant arcs circulars que s'acaben tangencialment amb els flancs on r ≈ 0.1373 P
- La profunditat teòrica del fil de rosca és, per tant, 0,6403 vegades el pas nominal h ≈ 0,6403 P

## Acoblament
Es poden combinar en dos tipus d'acoblaments segons el tipus de segellat:
Segellat rosca contra goma
Es tracta de rosques paral·lels de canonada utilitzats on s'obté una junta estreta a la pressió mitjançant la compressió d'un material tou (com ara un segell de junta tòrica o una volandera) entre la cara final de la rosca mascle i una superfície del receptor femella que sol tenir una forma per ajudar a collar
Segellat rosca contra rosca
Es tracta de rosques de canonades en què es fa una estreta pressió mitjançant l'aparellament de dues rosques (mascle contra femella). Sempre utilitzen un rosca mascle cònica, però hi pot haver rosques femelles tant cilíndriques com còniques. (A Europa, les rosques femelles còniques no s'utilitzen habitualment.)

## Mides de rosca BSP
S'han definit, un mínim de 41 mides de rosca, que van de 1⁄16 de polzada fins 18 polzades, tot i que d'aquestes només 15 inclouen les normes ISO 7 i 24 l'ISO 228. El número de cada mida estava basat originalment. en el diàmetre interior (mesurat en polzades) d'un tub d'acer pel qual estava destinada la rosca, però les canonades contemporànies acostumen a utilitzar parets més primes per estalviar material i, per tant, tenen un diàmetre interior superior a aquesta mida nominal. En la versió moderna mètrica estàndard, simplement és un número de tipus, on la mida del diàmetre indicat és el diàmetre exterior principal de la rosca externa. Per a un rosca cònica, és el diàmetre que hi ha a la "longitud del calibre" (més/menys un pas de rosca) des de l'extrem petit de la rosca. La conicitat és de 1:16, el que significa que per cada 16 unitats de mesura augmentant la distància des del final, el diàmetre augmenta en 1 unitat de mesura.
| G/R mida | Densitat de rosca (TPI) | Pas de rosca | Diàmetre Major | Diàmetre Major | Diàmetre Menor | Diàmetre Menor | Llargària (galga) | Llargària (galga) | Mida broca | Mida broca |
| G/R mida | Densitat de rosca (TPI) | Pas de rosca | Diàmetre Major | Diàmetre Major | Diàmetre Menor | Diàmetre Menor | Llargària (galga) | Llargària (galga) | R 95%      | G 80%      |
| (a)      | (a −1)                  | (mm)         | (a)            | (mm)           | (a)            | (mm)           | (a)               | (mm)              | (mm)       | (mm)       |
| -------- | ----------------------- | ------------ | -------------- | -------------- | -------------- | -------------- | ----------------- | ----------------- | ---------- | ---------- |
| 1 ⁄ 16   | 28                      | 0,907        | 0,3041         | 7.723          | 0,2583         | 6.561          | ⁵ ⁄ 32            | 4.0               | 6.6        | 6.8        |
| 1 ⁄ ₈    | 28                      | 0,907        | 0,3830         | 9.728          | 0,3372         | 8.566          | ⁵ ⁄ 32            | 4.0               | 8.6        | 8.8        |
| 1 ⁄ ₄    | 19                      | 1.337        | 0,5180         | 13.157         | 0,4506         | 11.445         | 0,2367            | 6.0               | 11,5       | 11.8       |
| 3 ⁄ ₈    | 19                      | 1.337        | 0,6560         | 16.662         | 0,5886         | 14.950         | ¹ ⁄ ₄             | 6.4               | 15.0       | 15.3       |
| 1 ⁄ ₂    | 14                      | 1.814        | 0,8250         | 20.955         | 0,7335         | 18.631         | 0,3214            | 8.2               | 18.7       | 19.1       |
| 5 ⁄ ₈    | 14                      | 1.814        | 0,9020         | 22.911         | 0,8105         | 20.587         | 0,3214            | 8.2               | 20.7       | 21.1       |
| 3 ⁄ ₄    | 14                      | 1.814        | 1.0410         | 26.441         | 0.9495         | 24.117         | 3 ⁄ ₈             | 9.5               | 24.2       | 24.6       |
| 7 ⁄ ₈    | 14                      | 1.814        | 1.1890         | 30.201         | 1.0975         | 27.877         | 3 ⁄ ₈             | 9.5               | 28.0       | 28.3       |
| 1        | 11                      | 2.309        | 1.3090         | 33.249         | 1.1926         | 30.291         | 0,4091            | 10.4              | 30.4       | 30.9       |
| 1 ¹ ⁄ ₈  | 11                      | 2.309        | 1.4920         | 37.897         | 1.3756         | 34.939         | 0,4091            | 10.4              | 35.1       | 35,5       |
| 1 ¹ ⁄ ₄  | 11                      | 2.309        | 1.6500         | 41.910         | 1.5335         | 38,952         | ¹ ⁄ ₂             | 12.7              | 39.1       | 39,5       |
| 1 3 ⁄ ₈  | 11                      | 2.309        | 1.7450         | 44.323         | 1.6285         | 41.365         | ¹ ⁄ ₂             | 12.7              | 41,5       | 42,0       |
| 1 ¹ ⁄ ₂  | 11                      | 2.309        | 1.8820         | 47.803         | 1.7656         | 44.845         | ¹ ⁄ ₂             | 12.7              | 45,0       | 45,4       |
| 1 ⁵ ⁄ ₈  | 11                      | 2.309        | 2.0820         | 52.883         | 1.9656         | 49.926         | ⁵ ⁄ ₈             | 15.9              | 50.1       | 50,5       |
| 1 3 ⁄ ₄  | 11                      | 2.309        | 2.1160         | 53.746         | 1.9995         | 50.788         | ⁵ ⁄ ₈             | 15.9              | 50,9       | 51,4       |
| 1 7 ⁄ ₈  | 11                      | 2.309        | 2.2440         | 56,998         | 2.1276         | 54.041         | ⁵ ⁄ ₈             | 15.9              | 54,2       | 54,6       |
| 2        | 11                      | 2.309        | 2.3470         | 59.614         | 2.2306         | 56.656         | ⁵ ⁄ ₈             | 15.9              | 56,8       | 57.2       |
| 2 ¹ ⁄ ₄  | 11                      | 2.309        | 2.5870         | 65.710         | 2.4706         | 62.752         | 11 ⁄ 16           | 17,5              | 62,9       | 63.3       |
| 2 ¹ ⁄ ₂  | 11                      | 2.309        | 2.9600         | 75.184         | 2.8435         | 72.226         | 11 ⁄ 16           | 17,5              | 72,4       | 72,8       |
| 2 3 ⁄ ₄  | 11                      | 2.309        | 3.2100         | 81.534         | 3.0935         | 78.576         | 13 ⁄ 16           | 20.6              | 78,7       | 79.2       |
| 3        | 11                      | 2.309        | 3.4600         | 87.884         | 3.3435         | 84.926         | 13 ⁄ 16           | 20.6              | 85.1       | 85,5       |
| 3 ¹ ⁄ ₄  | 11                      | 2.309        | 3.7000         | 93.980         | 3.5835         | 91.022         | 7 ⁄ ₈             | 22.2              | 91,2       | 91,6       |
| 3 ¹ ⁄ ₂  | 11                      | 2.309        | 3.9500         | 100.330        | 3.8335         | 97.372         | 7 ⁄ ₈             | 22.2              | 97,5       | 98,0       |
| 3 3 ⁄ ₄  | 11                      | 2.309        | 4.2000         | 106.680        | 4.0835         | 103.722        | 7 ⁄ ₈             | 22.2              | 103,9      | 104,3      |
| 4        | 11                      | 2.309        | 4.4500         | 113.030        | 4.3335         | 110.072        | 1                 | 25.4              | 110.2      | 110,7      |
| 4 ¹ ⁄ ₂  | 11                      | 2.309        | 4.9500         | 125.730        | 4.8335         | 122.772        | 1                 | 25.4              | 122.9      | 123,4      |
| 5        | 11                      | 2.309        | 5.4500         | 138.430        | 5.3335         | 135.472        | 1 ¹ ⁄ ₈           | 28.6              | 135,6      | 136.1      |
| 5 ¹ ⁄ ₂  | 11                      | 2.309        | 5.9500         | 151.130        | 5.8335         | 148.172        | 1 ¹ ⁄ ₈           | 28.6              | 148.3      | 148,8      |
| 6        | 11                      | 2.309        | 6.4500         | 163.830        | 6.3335         | 160.872        | 1 ¹ ⁄ ₈           | 28.6              | 161,0      | 161,5      |
| 7        | 10                      | 2.540        | 7.4500         | 189.230        | 7.3220         | 185.979        | 1 3 ⁄ ₈           | 34,9              | 186.1      | 186,6      |
| 8        | 10                      | 2.540        | 8.4500         | 214.630        | 8.3220         | 211.379        | 1 ¹ ⁄ ₂           | 38.1              | 211.5      | 212,0      |
| 9        | 10                      | 2.540        | 9.4500         | 240.030        | 9.3220         | 236.779        | 1 ¹ ⁄ ₂           | 38.1              | 236,9      | 237,4      |
| 10       | 10                      | 2.540        | 10.4500        | 265.430        | 10.3220        | 262.179        | 1 ⁵ ⁄ ₈           | 41.3              | 262.3      | 262,8      |
| 11       | 8                       | 3.175        | 11.4500        | 290.830        | 11.2900        | 286.766        | 1 ⁵ ⁄ ₈           | 41.3              | 287,0      | 287,6      |
| 12       | 8                       | 3.175        | 12.4500        | 316.230        | 12.2900        | 312.166        | 1 ⁵ ⁄ ₈           | 41.3              | 312.4      | 313,0      |
| 13       | 8                       | 3.175        | 13.6800        | 347.472        | 13.5200        | 343.408        | 1 ⁵ ⁄ ₈           | 41.3              | 343,6      | 344.2      |
| 14       | 8                       | 3.175        | 14.6800        | 372.872        | 14.5200        | 368.808        | 1 3 ⁄ ₄           | 44,5              | 369,0      | 369.6      |
| 15       | 8                       | 3.175        | 15.6800        | 398.272        | 15.5200        | 394.208        | 1 3 ⁄ ₄           | 44,5              | 394.4      | 395,0      |
| 16       | 8                       | 3.175        | 16.6800        | 423.672        | 16.5200        | 419.608        | 1 7 ⁄ ₈           | 47,6              | 419,8      | 420,4      |
| 17       | 8                       | 3.175        | 17.6800        | 449.072        | 17.5200        | 445,008        | 2                 | 50,8              | 445,2      | 445,8      |
| 18       | 8                       | 3.175        | 18.6800        | 474.472        | 18.5200        | 470.408        | 2                 | 50,8              | 470,6      | 471.2      |

A aquests segments de canonades estàndards es fa referència formalment per la següent seqüència de blocs:
- les paraules, rosca Gas, rosca BSP ,
- el número de document de la norma (per exemple, ISO 7 o EN 10226)
- el símbol per al tipus de rosca 
  - G, paral·lel extern i intern (ISO 228)
  - R, conicitat externa (ISO 7)
  - Rp, paral·lel intern (ISO 7/1)
  - Rc, conicitat interna (ISO 7)
  - Rs, paral·lel extern
- la mida del rosca

Les rosques normalment són a dretes. A les rosques a esquerres s'hi afegeixen les lletres, LH .
Exemple: rosca de canonada EN 10226 Rp 2 ¹ ⁄ ₂
La terminologia per a l'ús de G i R es va originar a Alemanya (G per gas, ja que originalment va ser dissenyada per a ús en canonades de gas; R per a rohr, que significa tub)

## Mides de canonada i fixació
| GR mida | Mides cargol Tipiques | Tub corresponent | Tub corresponent | Tub corresponent | Tub corresponent |
| GR mida | Mides cargol Tipiques | DN               | OD               | Paret            |                  |
| (in)    | (mm)                  | (mm)             | (mm)             | (mm)             |                  |
| ------- | --------------------- | ---------------- | ---------------- | ---------------- | ---------------- |
| 1⁄16    | 3                     |                  |                  |                  |                  |
| 1⁄8     | 15                    | 6                | 10.2             | 2                |                  |
| 1⁄4     | 19                    | 8                | 13.5             | 2.3              |                  |
| 3⁄8     | 22 o 23               | 10               | 17.2             | 2.3              |                  |
| 1⁄2     | 27                    | 15               | 21.3             | 2.6              |                  |
| 3⁄4     | 32                    | 20               | 26.9             | 2.6              |                  |
| 1       | 43                    | 25               | 33.7             | 3.2              |                  |
| 1 ⁄4    | 53                    | 32               | 42.4             | 3.2              |                  |
| 1 ⁄2    | 57                    | 40               | 48.3             | 3.2              |                  |
| 2       | 70                    | 50               | 60.3             | 3.6              |                  |
| 2 1⁄2   | 65                    | 76.1             | 3.6              |                  |                  |
| 3       | 80                    | 88.9             | 4                |                  |                  |
| 4       | 100                   | 114.3            | 4.5              |                  |                  |
| 5       | 125                   | 139.7            | 5                |                  |                  |
| 6       | 150                   | 165.1            | 5                |                  |                  |

## NORMES

### ISO 228 - Rosca no auto-segellant (cilíndrica) -
Norma ISO 228: rosques de canonada auto-segellants consta de les parts següents:
- ISO 228-1: 2000 Dimensions, toleràncies i designació
- ISO 228-2: 1987 Verificació mitjançant indicadors de límit

#### Normes europees i internacionals vigents: ISO 228, NF EN ISO 228 (substitueix NF E 03-005).
El fil de rosca (extrem extern o extrem masculí) i el fil de rosca (extrem intern o extrem femení) són cilíndrics amb un pas a la dreta la major part del temps (el cargol s'enfonsa girant en el sentit de les agulles del rellotge), excepte els cilindres de gas (i certs eixos com el pedal esquerre d'una bicicleta o la fulla d'un pinzellador).
- El símbol de la rosca és G o també anomenada BSP.
- Les lletres A i B representen la tolerància de la rosca i, per tant, s'apliquen a un fil extern.
- R: més precísa, menys joc.
- B: menys precisa, més joc.

Exemple per a un fil de gas de 1/4 el diàmetre de la part superior del fil és de 13.157mm la seva tolerància és de -0.150 per a la tolerància de classe A i -0.250 per a la classe de tolerància B (la mateixa tolerància s'aplica al diàmetre del flanc de net)
Hi ha dues classes de tolerància:
- 3 (més precísa / per exemple, fil de 3A with amb tolerància fina)
- 2 (estàndard / per exemple 2B ⇒ tapping amb tolerància estàndard)

Altres noms habituals: BSPP (British Standard Pipe Parallel), BSP cilíndrica, cilíndrica "Gas".

### ISO 7 - Rosca auto-segellant (cònica) -
Norma ISO 7: rosques de canonada auto-segellants consta de les parts següents:
- ISO 7-1: 1994 Dimensions, toleràncies i designació
- ISO 7-2: 2000 Verificació mitjançant indicadors de límit

#### Normes europees i internacionals vigents: ISO 7, NF EN 10226 (substitueix NF E 03-004)
La rosca (mascle) és cònica, el seu símbol és R i la rosca corresponent (femella) pot ser:
- cilíndrica, símbol Rp o també anomenat BSPP (Paral·lel);
- cònica, símbol Rc o també anomenat BSPT (fil).

El fil de rosca sempre està cònic i el segellat es produeix quan s'estén el fil de rosca mascle contra el fil de rosca femella. Hi ha dos sistemes:
- B.S.P.T. (British Standard Conical Pipe) que utilitza el sistema Whitworth (sense gas) amb un perfil de fil de rosca de 55 °, i una conicitat de la rosca de 6,25% = 1/16 = 3,576 ° = 3 ° 34 ′ 33,9 ″, mig angle 3,125% = 1/32 = 1,78816 ° = 1 ° 47 ′ 17,5 ″.
- Sistema Briggs o NPT, conegut com a National Pipe Thread, fil estàndard nord-americà (variant del sistema Sellers), amb un perfil de fil de rosca de 60 ° i una conicitat de la rosca del 6,25% = 1/16, (pendent de 1.788 °) .